# Thiacidas dukei
Auchenisa dukei là một loài bướm đêm trong họ Noctuidae.